# Camí dels Pobres
El Camí dels Pobres és un camí que circula pel terme de Reus, al Baix Camp.
Surt del camí del Burgar a la vora dreta del barranc de les Alzines. Va fins a la carretera de Sant Ramon. Més enllà d'aquesta carretera, entra al terme de Constantí, on es coneix pel mateix nom. De fet, és un bocí de l'antic camí de La Selva a Salou. Podria ser que aquest camí hagués pres el nom de la mina dels Pobres, que passa molt a la vora. Pel que sembla, per aquest camí passaven els enterraments que del Burgar anaven al cementiri de Constantí, i per això se'n diu també Camí dels Morts. Passa vora el Mas del Negrillo i el Mas del Caselles, aquest últim ja al terme de Constantí.